# Helikopter Air Transport
Helikopter Air Transport (zkratka HeliAir) je rakouská firma, která vznikla v roce 1983 a soustřeďuje se zejména na servis letecké techniky. K jejím hlavním zakázkám patří letecká záchranná služba v Rakousku a České republice. Obsluhuje 16 základen letecké záchranné služby a další čtyři provozuje v zimním období v horských oblastech. Kromě toho přes deset let poskytuje vrtulníky také pro leteckou záchrannou službu v Maďarsku. Celkem má k dispozici 32 helikoptér a v Rakousku působí 34 let.    

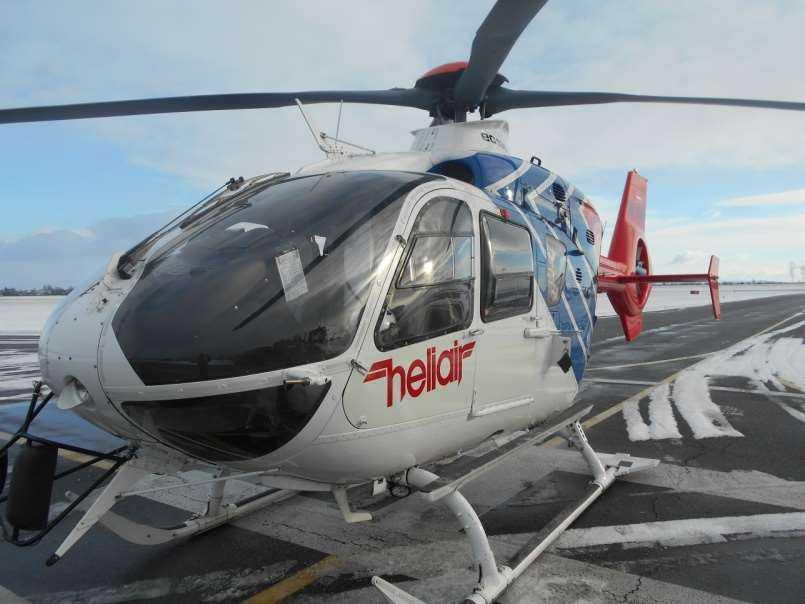
vrtulník EC135 T2+
Kryštof 12 Jihlava

## HeliAir v Česku
Provoz letecké záchranné služby v ČR zajišťuje HeliAir od 1. ledna 2017 na základnách letecké záchranky v Jihlavě a Ostravě. Kde léta s vrtulníky EC135 T2+ s imatrikulací OE-XVH, Kryštof 12 v Jihlavě a EC135 T2+ s imatrikulací OE-XVG, Kryštof 05 v Ostravě.

## HeliAir v Rakousku
Heliar je členem rakouské záchranářské asociace a na území Rakouska zajišťuje především kompletní servis vrtulníků provozované rakouským autoklubem ÖAMTC.(Osterreichische Auto-Moto Touring Club), společně s Rakouským Červeným křížem. První vrtulník byl uveden do provozu roku 1983 a do dnešního dne vybudovala již 14 stanic letecké záchranné služby na nichž slouží celkem 18 vrtulníků EC 135. Teoreticky pak na jedno stanoviště připadá 5990 km území, které by mělo obsluhovat. Zajímavostí je Christophorus Europa 3 ze Subenu, který, ve spolupráci s ADAC-Luftrettung, obsluhuje i území v Německu. Dříve však LZS provozovala i rakouská armáda a ministerstvo vnitra. Stát však již svá stanoviště předal ÖAMTC.